# Discografia degli Echosmith
La discografia degli Echosmith, gruppo musicale statunitense, comprende due album in studio, tre EP e oltre dieci singoli.

## Album in studio
| Anno | Titolo | Classifiche | Classifiche     | Classifiche | Classifiche | Certificazioni |
| Anno | Titolo | USA         | USA Heatseekers | USA Rock    | AUS         | Certificazioni |
| ---- | --- | ----------- | --------------- | ----------- | ----------- | -------------- |
| 2013 | Talking Dreams - Pubblicazione: 8 ottobre 2013 - Etichetta: Warner Bros. - Formati: CD, LP, download digitale        | 109         | 1               | 48          | 45          | - USA: Oro     |
| 2020 | Lonely Generation - Pubblicazione: 10 gennaio 2020 - Etichetta: Echosmith Music - Formati: CD, LP, download digitale | -           | -               | -           | -           |                |

## Extended play
| Anno | Titolo                                                                                                | Classifiche |
| ---- | --- | ----------- |
| 2013 | Summer Sampler - Pubblicazione: 31 maggio - Label: Warner Bros. - Formati: Download digitale          | —           |
| 2014 | Acoustic Dreams - Pubblicazione: 10 giugno - Etichetta: Warner Bros. - Formati: CD, download digitale | 34          |
| 2017 | Inside a Dream - Pubblicazione: 29 settembre - Etichetta: Warner Bros. - Formati: Download digitale   | —           |

## Singoli
| Anno | Titolo                             | Posizione massima | Posizione massima | Posizione massima | Posizione massima | Posizione massima | Posizione massima | Posizione massima | Posizione massima | Posizione massima | Posizione massima | Posizione massima | Certificazioni                                                                                    | Album             |
| Anno | Titolo                             | USA               | USA Adult         | USA Pop           | AUS               | CAN               | DEN               | GER               | ITA               | NZ                | SWE               | UK                | Certificazioni                                                                                    | Album             |
| ---- | ---------------------------------- | ----------------- | ----------------- | ----------------- | ----------------- | ----------------- | ----------------- | ----------------- | ----------------- | ----------------- | ----------------- | ----------------- | ------------------------------------------------------------------------------------------------- | ----------------- |
| 2013 | Cool Kids                          | 13                | 5                 | 10                | 6                 | 50                | 6                 | 8                 | 18                | 13                | 23                | 28                | - AUS: Platino (2) - Stati Uniti: Platino (2) - CAN: Platino - DNK: Oro - ITA: Platino - NZL: Oro | Talking Dreams    |
| 2013 | I Heard the Bells on Christmas Day | —                 | —                 | —                 | —                 | —                 | —                 | —                 | —                 | —                 | —                 | —                 |                                                                                                   |                   |
| 2015 | Bright                             | 40                | 9                 | —                 | —                 | 81                | —                 | —                 | —                 | —                 | —                 | —                 | - USA: Oro                                                                                        | Talking Dreams    |
| 2015 | Let's Love                         | —                 | 25                | —                 | —                 | —                 | —                 | —                 | —                 | —                 | —                 | —                 |                                                                                                   | Talking Dreams    |
| 2017 | Goodbye                            | —                 | —                 | —                 | —                 | —                 | —                 | —                 | —                 | —                 | —                 | —                 |                                                                                                   | Inside a Dream    |
| 2018 | Over My Head                       | —                 | 23                | —                 | —                 | —                 | —                 | —                 | —                 | —                 | —                 | —                 |                                                                                                   |                   |
| 2019 | Lonely Generation                  | —                 | —                 | —                 | —                 | —                 | —                 | —                 | —                 | —                 | —                 | —                 |                                                                                                   | Lonely Generation |
| 2019 | Shut Up and Kiss Me                | —                 | —                 | —                 | —                 | —                 | —                 | —                 | —                 | —                 | —                 | —                 |                                                                                                   | Lonely Generation |
| 2020 | Diamonds                           | —                 | —                 | —                 | —                 | —                 | —                 | —                 | —                 | —                 | —                 | —                 |                                                                                                   | Lonely Generation |
| 2020 | Stuck                              | —                 | —                 | —                 | —                 | —                 | —                 | —                 | —                 | —                 | —                 | —                 |                                                                                                   | Lonely Generation |
| 2020 | Follow You                         | —                 | —                 | —                 | —                 | —                 | —                 | —                 | —                 | —                 | —                 | —                 |                                                                                                   | Lonely Generation |
| 2020 | Scared to Be Alone                 | —                 | —                 | —                 | —                 | —                 | —                 | —                 | —                 | —                 | —                 | —                 |                                                                                                   | Lonely Generation |
| 2020 | Everyone Cries                     | —                 | —                 | —                 | —                 | —                 | —                 | —                 | —                 | —                 | —                 | —                 |                                                                                                   | Lonely Generation |